# Zhao Xintong
Zhao Xintong (chiń. 趙心彤, ur. 3 kwietnia 1997) – profesjonalny chiński snookerzysta, zwycięzca UK Championship 2021. Plasuje się na 55. miejscu pod względem zdobytych breaków stupunktowych w profesjonalnych turniejach, w sierpniu 2025 miał ich łącznie 166. W 2025 zdobył Mistrzostwo Świata.

## Kariera snookerzysty
Zhao po raz pierwszy zwrócił uwagę ekspertów w sezonie 2012/13. Wówczas jako 15-latek wziął udział w turnieju Zhangjiagang Open 2012, w którym pokonał m.in. swojego wyżej notowanego rodaka Xiao Guodonga czy Yu Delu i dotarł w turnieju do 1/8 finału, gdzie minimalnie przegrał ze Stephenem Lee 3–4. W tym samym roku pokonał byłego mistrza świata Kena Doherty'ego w turnieju International Championship 2012.
Rok później, również podczas International Championship Zhao pokonał Steve'a Davisa 6–2. W swojej autobiografii wydanej w 2015 roku Davis napisał, że „Zhao to najbardziej utalentowany 16-latek, jakiego widziałem w swoim życiu – wliczając w to Ronniego O’Sullivana”. W turnieju tym dotarł do 1/8 finału, gdzie przegrał 2–6 z Marco Fu. Na koniec 2013 roku, podczas mistrzostw świata amatorów dotarł do finału, gdzie przegrał 4–8 ze swoim rodakiem Zhou Yuelongiem. Porażka sprawiła, że Zhao nie dostał się do grona zawodowców.
Do grona zawodowców Zhao awansował przed sezonem 2016/2017. Wprawdzie w finale IBSF World Snooker Championship Chińczyk przegrał 6–8 z Pankajem Advanim, jednak reprezentant Indii odmówił przyjęcia karty zawodowca, pozwalając Zhao na zajęcie jego miejsca. W sezonie tym dotarł między innymi do drugiej rundy English Open 2016, gdzie przegrał 3–4 z Ronniem O'Sullivanem, pomimo wbicia breaków 132-, 107- i 80-punktowych. Po meczu O'Sullivan porównał Zhao do Stephena Hendry'ego. Najlepszym osiągnięciem Chińczyka w tym sezonie było dotarcie do 1/8 finału German Masters 2017. Sezon 2017/18 był dla Zhao mniej udany, przez co nie utrzymał on statusu zawodowca. Odzyskał go jednak jeszcze w tym samym roku, dzięki pokonaniu Dechawata Poomjaenga w turnieju 2 Q School 2018.
Sezon 2018/19 był dla Zhao udany. Udało mu się dotrzeć po raz pierwszy w karierze do półfinału turnieju rankingowego (China Championship 2018), w którym przegrał 4–6 z ówczesnym liderem światowego rankingu Markiem Selbym. Z kolei podczas Welsh Open 2019 osiągnął ćwierćfinał, w którym stosunkiem 2–5 pokonał go Stuart Bingham. Na koniec sezonu Zhao zadebiutował w fazie telewizyjnej mistrzostw świata, gdzie w pierwszej rundzie przegrał 7–10 z Selbym. Sezon zakończył na 58. miejscu na liście rankingowej.
W następnym sezonie Zhao najlepiej wypadł podczas German Masters 2020 – dotarł tam do ćwierćfinału, gdzie uległ 3–5 Shaunowi Murphy'emu. Przez cały sezon grał równo, co pozwoliło mu awansować na koniec sezonu na liście rankingowej na 29. miejsce.
W sezonie 2021/22 Zhao zwyciężył w turnieju UK Championship 2021. W drodze do finału pokonywał między innymi Thepchaiyę Un-Nooh, Johna Higginsa, Jacka Lisowskiego i Barry'ego Hawkinsa, by w finale wynikiem 10–5 zwyciężyć z Belgiem Lucą Brecelem. Za zdobyty tytuł wygrał 200 tysięcy funtów oraz tyle samo punktów rankingowych, które przesunęły go na dziewiąte miejsce światowego rankingu. Tym samym zapewnił sobie możliwość debiutu w londyńskim Masters Snooker 2022, gdzie w pierwszej rundzie przegrał z Higginsem 6-2. W MŚ 2022 doszedł do drugiej rundy, gdzie przegrał ze Szkotem Stephenem Maguire’em 13 do 9. Wygrane w tym sezonie dały mu w sumie 6. pozycję w światowym rankingu.
W 2023 roku stracił prawo do udziału w rozgrywkach na mocy decyzji World Professional Billiards and Snooker Association. Decyzja była wynikiem szerszego postępowania w sprawie ustawiania meczów i choć Zhao nie udowodniono bezpośrednio udziału w ustawianiu spotkań, został zdyskwalifikowany za obstawianie własnych meczów i zawieszony na 20 miesięcy.
Do gry wrócił w 2024 roku ze statusem amatora. W pierwszym turnieju Q Tour Europe wygrał tylko 2 mecze i odpadł przed punktowaną fazą turnieju. Kolejne fazy Q Tour okazały się dla niego wystarczająco udane by wrócić do main touru. W trzeciej fazie, w Sztokholmie, wbił nawet breaka maksymalnego.
W 2025 roku, grając jako amator i zmuszony do rozpoczęcia rywalizacji od pierwszej rundy kwalifikacji, zdobył mistrzostwo świata, pokonując w finale  Marka Williamsa 18–12. Tym samym stał się pierwszym graczem z Azji, który sięgnął po ten tytuł.